# WBZ-TV
WBZ-TV é uma emissora de TV localizada na cidade de Boston, Massachusetts. A emissora é de propriedade da CBS Television Stations, que também opera a emissora e opera nos canais 4 (virtual) e 30 (digital). Os estúdios estão localizados na Soldier Field Road, na região de Allston-Brighton, subúrbio de Boston e a torre de transmissão está localizado em Needham, Massachusetts.